# Липка (Люблінське воєводство)
Липка (пол. Lipka) — колишня частина села Переорськ у Польщі, в Люблінському воєводстві Томашівського повіту, ґміни Томашів.

## Історія
Первісним населенням Липки були русини, які компактно проживали на своїх історичних землях. 